# 릭 앤키엘

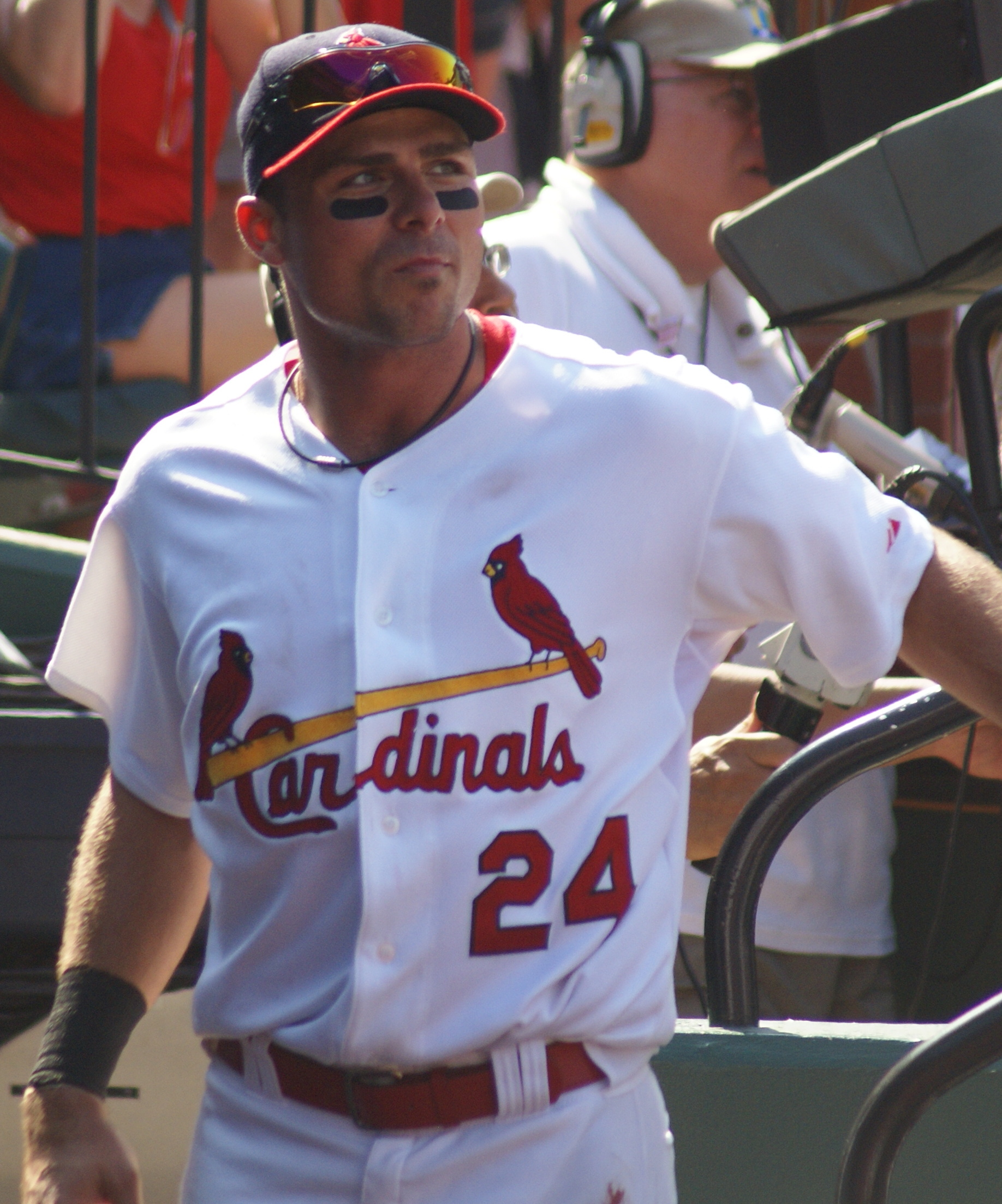

리처드 알렉산더 앤키엘(Richard Alexander Ankiel, 1979년 7월 19일 ~)은 미국의 전직 프로 야구 중견수이자 투수이다. 그는 메이저 리그 베이스볼 (MLB) 경력의 대부분을 세인트루이스 카디널스에서 보냈지만, 캔자스시티 로열스, 애틀랜타 브레이브스, 워싱턴 내셔널스, 휴스턴 애스트로스, 뉴욕 메츠에서도 뛰었다.
앤키엘은 1999년부터 2001년까지 카디널스에서 투수로 활동했으나, 꾸준히 스트라이크를 던지지 못하게 되었다. 마이너 리그에서 투구 폼을 되찾으려 노력하고 2004년에 잠시 메이저 리그에 복귀한 후, 2005년 초에 외야수로 전향했다. 2년 반 동안 그는 카디널스 산하 마이너 리그 시스템에서 타격과 수비 기술을 연마했다. 그는 2007년 8월 9일 카디널스에 복귀했다. 2009년까지 카디널스 소속이었던 앤키엘은 외야수로 47개의 홈런을 쳤고 투수로 2개의 홈런을 쳤다. 2009 시즌 이후 앤키엘은 자유 계약 선수가 되었다. 이후 그는 로열스와 계약했고, 나중에 브레이브스로 트레이드되었다.
앤키엘은 베이브 루스 이후 처음으로 투수로서 10승 이상을 기록하고 타자로서 70개 이상의 홈런을 친 선수가 되었다. 앤키엘은 또한 루스 외에 포스트시즌 경기에서 투수로 선발 등판하고 포지션 플레이어로 포스트시즌 홈런을 친 유일한 선수이다. 그의 포지션 변경과 5시즌 동안 6개 팀에서 뛰었다는 사실은 기자 배리 페체스키의 말처럼 앤키엘의 선수 경력이 "야구 역사상 가장 이상한 경력 중 하나"임을 시사한다.

## 어린 시절과 아마추어 경력
앤키엘은 데니스와 리처드 앤키엘 시니어의 세 자녀 중 한 명이었다. 그의 아버지는 여러 잡다한 일을 했으며, 앤키엘이 성인이 될 때까지 14번 체포되고 6번 유죄 판결을 받았다. 그는 아버지가 자신에게 매우 엄격했으며, 리틀 리그에서 나쁜 투구를 스윙하면 벌칙으로 전력 질주를 시켰다고 설명했다.
앤키엘은 플로리다주 포트피어스에 있는 포트 세인트 루시 고등학교에 다녔는데, 시니어 시즌에 11승 1패, 0.47 평균자책점 (ERA)을 기록하며 74이닝 동안 162명의 타자를 삼진으로 잡았다. 그리고 1997년에 USA 투데이에 의해 올해의 고등학교 야구 선수로 선정되었다.

## 프로 경력
세인트루이스 카디널스는 1997년 메이저 리그 베이스볼 드래프트 2라운드에서 앤키엘을 지명했다. 그는 250만 달러의 사이닝 보너스를 받았다. 1998년 그는 캐롤라이나 리그와 미드웨스트 리그 모두에서 최고의 투수 유망주로 선정되었으며, 캐롤라이나 리그 올스타 선발 투수, 베이스볼 아메리카 1군 마이너 리그 올스타 선발 투수, 카디널스 올해의 마이너 리그 선수로 선정되었다. 그 해 그는 222개의 삼진으로 모든 마이너 리그 투수 중 삼진을 선두를 달렸다.
1999년 앤키엘은 베이스볼 아메리카와 USA 투데이 모두에서 올해의 마이너 리그 선수로 선정되었다. 그는 또한 텍사스 리그 올스타 투수, 더블 A 올스타 선발 투수, 카디널스 올해의 마이너 리그 선수, 베이스볼 아메리카 1군 마이너 리그 올스타 선발 투수로도 선정되었다.

### 1999년과 2000년 시즌
앤키엘은 1999년 몬트리올 올림픽 스타디움에서 엑스포스를 상대로 데뷔했다. 그는 20세 (리그에서 두 번째로 어린 선수)의 나이로 2000년에 첫 풀 시즌을 보냈는데, 30경기 선발 등판에서 11승 7패, 3.50 평균자책점 (리그 10위), 194 삼진 (리그 7위)을 기록했다. 앤키엘은 94~97mph의 속구, 강력한 싱커, 그리고 그의 주된 삼진 구종이었던 테이블에서 떨어지는 커브를 던졌다. 그는 9이닝당 9.98개의 삼진율로 타자들을 삼진으로 잡았고 (내셔널 리그에서 랜디 존슨 다음으로 2위), 9이닝당 7.05개의 안타만 허용했다 (박찬호 다음으로 2위). 그는 애틀랜타 브레이브스의 라파엘 푸르칼에 이어 NL 올해의 신인상 투표에서 2위를 차지했다. 그는 스포팅 뉴스 올해의 신인 투수상을 받았다.

### 2000년 포스트시즌
카디널스는 2000년 내셔널 리그 중부 지구 우승을 차지했다. 다른 투수들의 부상으로 앤키엘과 대릴 카일만이 로스터에 남아있는 유일한 완전한 건강한 선발 투수였다. 카디널스 감독 토니 라 루사는 2000 내셔널 리그 디비전 시리즈 1차전 선발 투수로 브레이브스의 베테랑 투수 그레그 매덕스를 상대로 앤키엘을 선택했다. 앤키엘을 언론의 압력으로부터 보호하기 위해 라 루사는 카일이 1차전 선발 투수인 것처럼 언론의 질문에 답하게 했고, 그 후에 앤키엘이 선발 투수임을 언론에 알렸다.
1차전에서 앤키엘은 처음 두 이닝 동안 실점을 허용하지 않았다. 그의 퍼포먼스는 3회에 갑자기 나빠졌다. 그는 두 아웃을 남기고 교체되기 전까지 2안타, 4볼넷, 5개의 폭투로 4실점을 허용했다. 앤키엘이 8명의 타자를 상대하고 35개의 투구를 던졌음에도 불구하고 카디널스는 경기를 이겼다. 앤키엘은 폭투 기록을 세웠다고 농담하며 이 사건을 가볍게 넘겼다. 그는 1890년 플레이어스 리그의 버트 커닝햄 이후 한 이닝에 5개의 폭투를 던진 최초의 투수였다. 앤키엘은 포스트시즌 경력 및 포스트시즌 이닝 폭투 기록을 세웠다.
다음 선발 등판인 2000 내셔널 리그 챔피언십 시리즈 2차전에서 뉴욕 메츠를 상대로 앤키엘은 20개의 투구 중 5개가 포수 엘리 마레로를 지나쳤고 (주자가 없었기 때문에 공식 폭투는 2개에 불과함), 첫 번째 투구는 메츠 타자 티모 페레스의 머리 위로 날아갔다. 앤키엘은 5차전 7회에 다시 등판하여 4명의 타자를 상대했는데, 2개의 볼넷과 2개의 폭투를 더 던졌다. 카디널스는 메츠에게 4승 1패로 시리즈를 내줬다.
앤키엘의 문제의 원인은 알려지지 않았지만, 심리적인 것으로 추정되었다. 그의 아버지는 연방 교도소에 수감되었고, 그의 부모는 2000 시즌 동안 이혼했다. 그의 제구력 상실은 종종 입스라고 불리며, 알 수 없는 이유로 꾸준히 스트라이크를 던지지 못하게 된 투수 스티브 블라스와 비교되었다. 카디널스 감독 토니 라 루사에 대한 책인 '8월의 세 밤(Three Nights in August)'의 한 부분은 앤키엘의 메이저 리그 승격과 2000~2001년 투수로서의 제구력 상실을 상세히 설명한다. 라 루사는 앤키엘을 2000년 NLDS 1차전에 내보낸 것이 "그가 내렸던 어떤 결정보다도 그를 더 괴롭히는 결정일 수 있다"고 말했다.

### 제구 문제 (2001–2004)

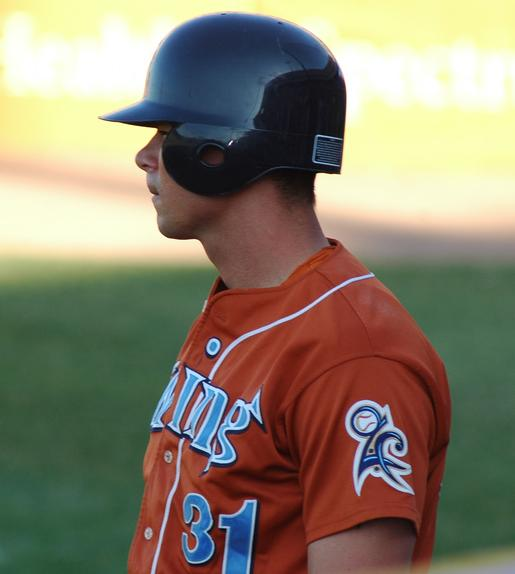
2005년 스윙 오브 더 쿼드 시티스 소속 앤키엘

앤키엘은 2001년 메이저리그에 복귀했지만 다시 투구 제구 문제에 시달리며 24이닝 동안 25볼넷, 5폭투를 기록했고 트리플 A로 강등되었다. 마이너리그에서의 그의 문제는 극적이었다. 4+1⁄3이닝 동안 앤키엘은 17볼넷, 12폭투를 기록하며 20.77의 평균자책점을 쌓았다. 그는 루키 리그 존슨 시티 카디널스로 강등되었고, 그곳에서 선발 투수로서 14경기에서 1.33의 평균자책점을 기록했고, 지명 타자로서 118타석에서 .638의 장타율과 10홈런, 35타점을 기록하며 성공적인 모습을 보였다. 그는 올해의 루키 레벨 선수, 애팔리치안 리그 올스타 좌완 투수, 루키 리그 올스타 선발 투수, 애팔리치안 리그 올해의 투수, 애팔리치안 리그 올스타 지명 타자로 선정되었다.
2002년 앤키엘은 왼쪽 팔꿈치 염좌로 인해 시즌을 쉬었고, 12월까지 공을 던질 수 없었다. 그는 2003년 마이너리그로 복귀하여 10경기 선발 등판에서 6.29의 평균자책점을 기록했고 7월에 왼쪽 팔꿈치 내측 측부 인대 재건 수술(토미 존 서저리)을 받으며 시즌을 마감했다. 54+1⁄3이닝 동안 49볼넷, 10폭투를 기록했다.
앤키엘은 2004년 9월 메이저 리그에 복귀하여 5번의 구원 등판에서 5.40의 평균자책점을 기록했다. 앤키엘의 제구 문제는 사라진 것으로 보였는데, 10이닝 동안 1볼넷만 허용하고 9삼진을 기록했다. 마이너 리그에서는 23+2⁄3이닝 동안 단 2볼넷만 허용하고 23삼진을 기록했다. 그는 겨울 푸에르토리코 프로 야구 리그에서 투구 팔꿈치에 "찌릿한 느낌"을 느꼈다고 말했다.

### 외야수로 전향 및 무릎 부상 (2005–2006)
2005년 3월 9일, 앤키엘은 스프링 트레이닝 연습 경기에서 23구 중 3개의 스트라이크만 던진 후 외야수로 전향한다고 발표했다. 2005년 마이너리그에서 그는 싱글 A와 더블 A 모두에서 .500이 넘는 장타율을 기록하며 55경기에서 총 21개의 홈런을 기록하는 강력한 타자로 계속 활동했다. 그는 또한 외야에서도 9개의 외야 보살을 기록하며 강한 어깨를 보여주었다.
2006년 앤키엘은 외야수로 카디널스의 스프링 트레이닝에 초대되었고, 백업 선수로 팀에 합류할 가능성이 희박했다. 그의 수비는 스카우트와 감독들에게 깊은 인상을 주었고, 마이너 리그에서는 파워 히팅의 번뜩임을 보여주었다. 그러나 그는 2월에 왼쪽 무릎을 다쳤고 5월 26일에 시즌을 마감하는 수술을 받았다.

### 2007년 시즌
앤키엘은 카디널스의 2007년 스프링 트레이닝에 초대되었고 그 시즌을 트리플 A 멤피스 레드버즈와 함께 시작했다. 2007년 5월 28일, 그는 라운드 록 익스프레스를 상대로 한 경기에서 두 개의 홈런을 쳤다. 그는 또한 타점 2루타를 치고 깊은 중견수 자리에서 어깨 너머로 두 개의 득점을 막는 캐치를 했다.
앤키엘은 2007년 트리플 A 올스타 게임의 선발 외야수로 선정되었다. 8월 8일까지 그는 32개의 홈런, 89개의 타점을 기록했고, 타율 .267을 기록했으며, 이는 6월 16일 아이오와 컵스를 상대로 한 3홈런 경기를 포함한다. 그는 퍼시픽 코스트 리그에서 홈런 선두였고, 타점에서는 공동 2위였다. 수비에서는 95경기에서 7개의 실책을 기록했다.

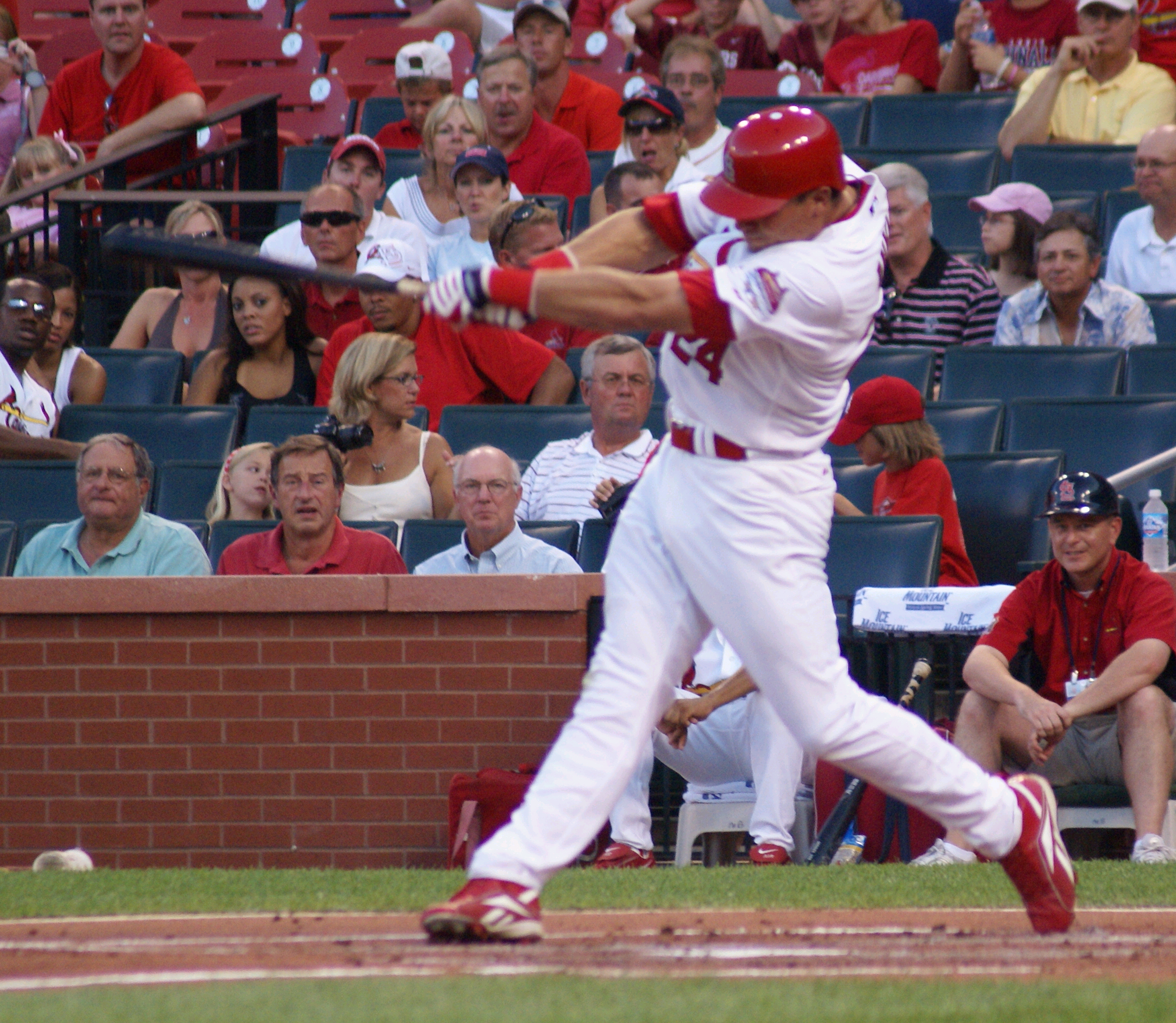
2007년 세인트루이스 카디널스 소속으로 타석에 들어선 앤키엘

#### 메이저 리그 복귀
2007년 8월 9일, 스콧 스피치오가 팀을 떠나며 로스터 한자리가 비자, 카디널스는 앤키엘을 멤피스에서 승격시켰다. 첫 경기에서 앤키엘은 2번 타자로 나서 우익수를 맡았다. 첫 타석에서 그는 세인트루이스 관중으로부터 긴 기립박수를 받았다. 7회에는 2007년 샌디에고 파드리스를 5-0으로 꺾는 데 도움을 주기 위해 더그 브로카일을 상대로 우측으로 3점 홈런을 쳤다. 이는 2000년 4월 (투수로서) 이후 메이저 리그에서의 첫 홈런이었고, 그를 클린트 하퉁 (1947년) 이후 처음으로 메이저 리그 첫 홈런을 투수로서 치고 그 다음 포지션 플레이어로서 홈런을 친 선수로 만들었다. 하퉁 이전에 이 업적을 달성한 선수는 베이브 루스였다. 경기 후 토니 라 루사는 카디널스 소속으로서 이보다 더 행복했던 순간은 2006년 월드 시리즈에서 우승했을 때 뿐이었다고 말했다. 이틀 후, 8월 11일 다저스를 상대로 앤키엘은 세 번의 기립 박수를 받았다. 그는 2개의 홈런과 3타점을 포함하여 3안타를 기록했고 우익수에서 환상적인 캐치를 했다.
앤키엘의 복귀는 8월 17일 신디케이트 칼럼니스트 찰스 크라우트해머로 하여금 다음과 같이 쓰게 만들었다:
| “ | 7년 만의 그의 복귀는—비록 3일밖에 안 되었지만—전설적인 이야기의 소재이다. 타이밍은 더욱 완벽하다: 배리 본즈가 샌프란시스코에서 인조 홈런 기록을 세운 지 이틀 만에, 내추럴이 세인트루이스로 돌아왔다. | ” |

앤키엘은 8월 31일 신시내티 레즈의 좌완 투수 에디 과르다도를 상대로 팀이 4-3으로 뒤지고 있던 상황에서 첫 만루 홈런을 쳤고, 이로써 8-5 승리를 거두며 라 루사의 카디널스 감독으로서 최다승 기록에서 레드 셰인딘스트와의 동점을 깼다. 9월 6일 피츠버그 파이리츠와의 홈 경기에서 그는 시즌 두 번째 2홈런 경기를 기록하며 4타수 3안타 7타점을 올렸고, 깊은 우익수에서 어깨 너머로 캐치를 해냈다. 9월 23일, 앤키엘은 시즌 마지막 선데이 나이트 베이스볼 경기에서 애스트로스를 4-3으로 이기는 2점 끝내기 홈런을 기록하며 첫 끝내기 안타를 쳤다.
앤키엘은 타율 .285, 11홈런, 39타점, 출루율 .328, 장타율 .535, 47경기 172타수에서 OPS .863을 기록하며 한 해를 마쳤다. 2006년 월드 시리즈 우승과 3년 연속 지구 우승을 차지했던 카디널스는 2007년에 78승 84패를 기록하며 플레이오프 진출에 실패했다.
시즌 후, 앤키엘은 인간 성장 호르몬 (HGH) 사용을 인정했지만 의사의 지시에 따른 것이라고 말했다. HGH는 2005년까지 메이저 리그 베이스볼에서 금지되지 않았다. MLB 조사는 앤키엘이 리그 약물 정책을 위반했다는 증거가 불충분하다고 결론 내렸다.

### 2008년 시즌
앤키엘은 5월 6일 콜로라도 로키스를 꺾는 데 도움을 주었는데, 두 개의 외야 보살과 홈런을 기록하며 세인트루이스의 6-5 승리를 이끌었다. 앤키엘은 두 보살 모두에서 깊은 중견수에서 트로이 글로스에게 3루로 플라이볼을 던졌다. 그는 타율 .264, 25개의 홈런, 71개의 타점으로 2008년을 마쳤다.

### 2009년 시즌
앤키엘은 스프링 트레이닝에서 카디널스의 최고 타자였지만 시즌이 시작되면서 타격에 어려움을 겪었다. 5월 4일 필라델피아 필리스와의 경기 중 앤키엘은 외야 벽과 충돌하여 필드 밖으로 실려나갔다. 부상은 경추부염좌로 보고되었고, 앤키엘은 5월 7일 부상자 명단에 올랐다. 그는 5월 24일 재활성화되었다. 앤키엘은 남은 시즌 대부분을 콜비 라스무스와 플래툰으로 뛰었고 11홈런, 38타점, .231의 타율로 시즌을 마쳤다.

### 2010년 시즌

#### 캔자스시티 로열스
2010년 1월 5일, 앤키엘은 캔자스시티 로열스와 1년 325만 달러 계약을 체결했다. 그는 로열스의 주전 중견수로 시즌을 시작했지만, 4월 24일부터 간헐적으로 경기를 뛰다가 5월 5일 오른쪽 대퇴사두근 염좌로 부상자 명단에 올랐다. 그는 7월 23일 활성화되어 부상당한 데이비드 데헤수스를 경기 도중 중견수에서 교체했다.

#### 애틀랜타 브레이브스
7월 31일, 앤키엘과 구원 투수 카일 판스워스는 제시 차베스, 그레고르 블랑코, 팀 콜린스를 상대로 애틀랜타 브레이브스로 트레이드되었다.
10월 8일, 2010 내셔널 리그 디비전 시리즈 2차전에서 샌프란시스코 자이언츠를 상대로 앤키엘은 11회초에 자이언츠 구원 투수 라몬 라미레스를 상대로 맥코비 코브로 자신의 첫 포스트시즌 홈런을 쳐 브레이브스의 5-4 승리를 이끌었다. 앤키엘은 배리 본즈와 함께 포스트시즌에서 공을 코브로 넘긴 유일한 선수가 되었다. 경기 후 TV 인터뷰에서 앤키엘은 이 홈런을 "내가 해본 어떤 일 중 최고"라고 말했다. 그는 2010 시즌을 74경기에서 타율 .232, 6홈런, 24타점으로 마쳤다.
11월 2일, 브레이브스는 앤키엘의 클럽 옵션을 거부하여 그를 자유 계약 선수로 만들었다.

### 워싱턴 내셔널스 (2011–2012)

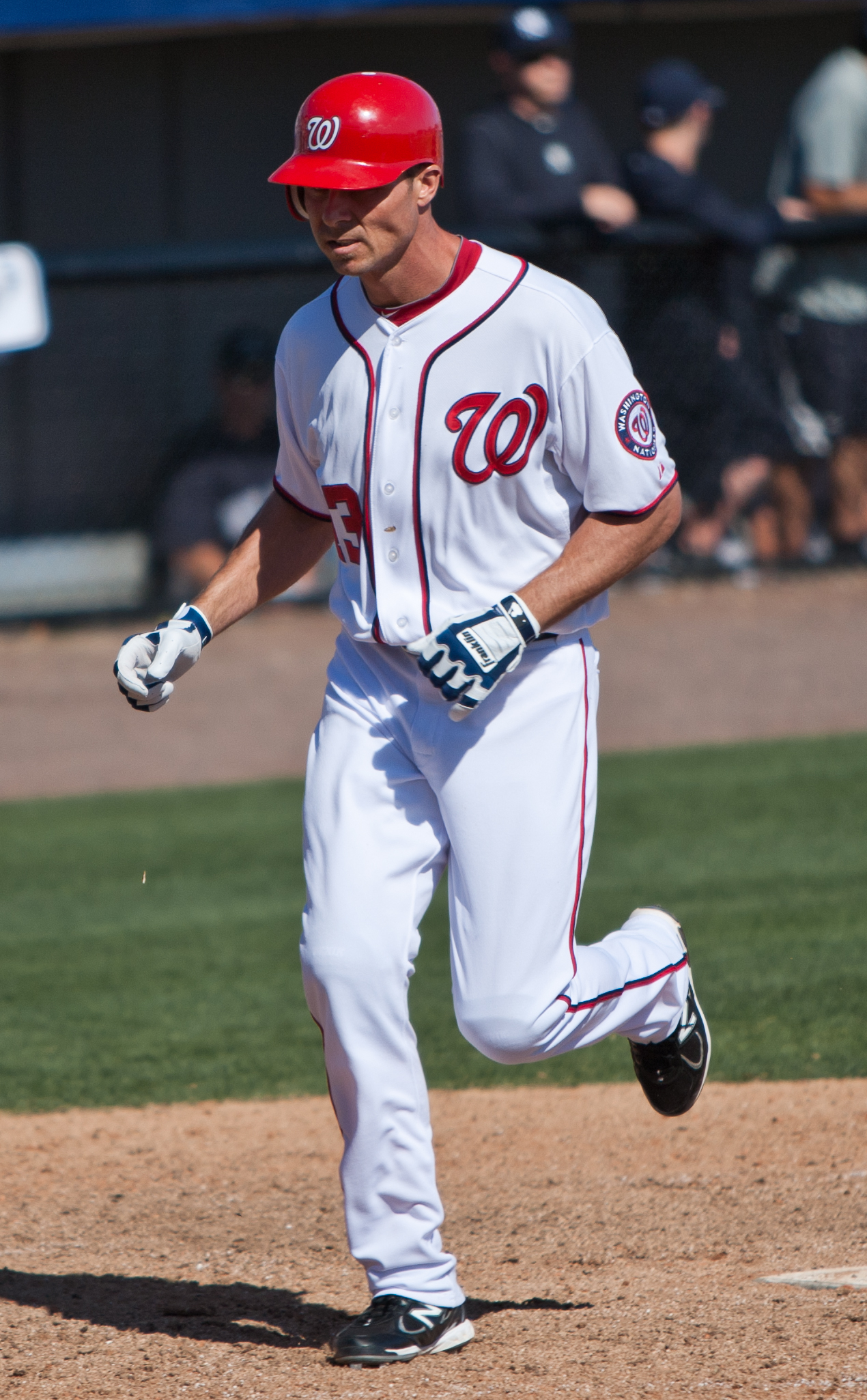
2011년 스프링 트레이닝에서 워싱턴 내셔널스 소속의 앤키엘

2010년 12월 20일, 워싱턴 내셔널스는 그와 1년 150만 달러 계약을 체결했다.
앤키엘은 2011년 내셔널스에서 122경기에 출전하여 타율 .239, 9홈런, 37타점을 기록했으며, 중견수에서 로저 버나디나와 플래툰을 이루었다. 그는 시즌 동안 .996의 수비율을 기록했으며, 외야 113경기에서 1개의 실책을 범했다.
내셔널스는 2012년 앤키엘과 1년 125만 달러의 마이너 리그 계약을 재체결했다. 그는 시즌을 부상자 명단에서 시작하여 마이너 리그에서 재활했다. 승격된 후, 그의 역할은 백업 외야수로 제한되었다. 68경기에서 그는 158타석에서 타율 .228, 5홈런, 15타점을 기록했다. 그는 중견수로 37경기에 선발 출전했고, 중견수로서 총 62경기를 뛰었다. 7월 19일, 내셔널스의 마무리 투수 드루 스토렌이 로스터에 추가되면서 앤키엘은 자리를 만들기 위해 내셔널스에 의해 지명 할당되었다. 7월 27일, 앤키엘은 내셔널스에 의해 방출되었다.

### 2013년 시즌

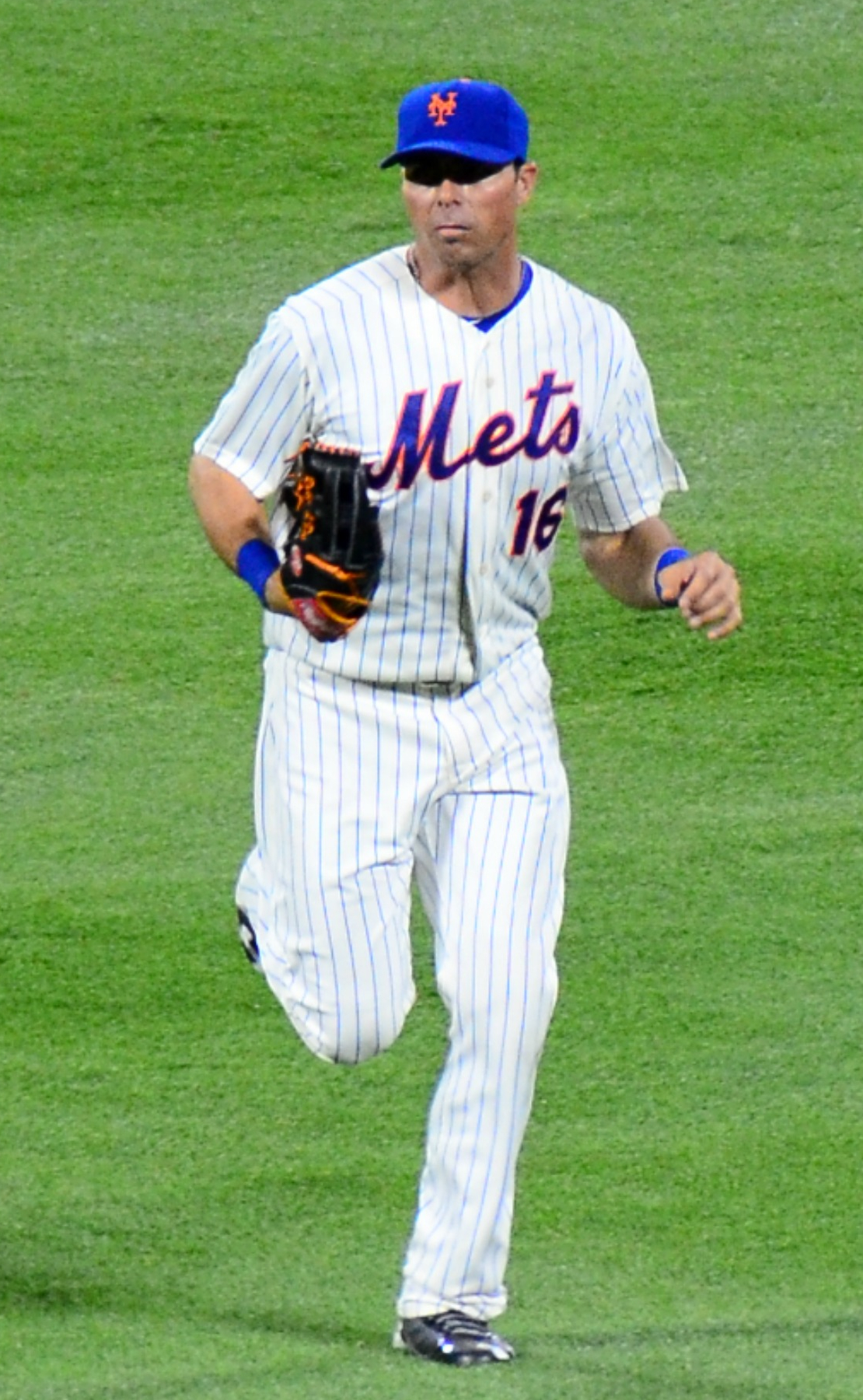
2013년 메츠 소속의 앤키엘

2013년 1월 17일, 휴스턴 애스트로스는 앤키엘과 비 로스터 초청 선수로 스프링 트레이닝에 초대하는 계약을 체결했다. 3월 31일, 앤키엘은 휴스턴에서 텍사스 레인저스를 상대로 한 애스트로스의 정규 시즌 개막전에서 홈런을 쳤다. 그는 5월 6일 지명 할당되었고 5월 9일 방출되었다.
5월 13일, 뉴욕 메츠는 앤키엘과 계약했고 즉시 그를 선발 라인업에 넣었다. 그는 5월 15일 세인트루이스에서 카디널스를 상대로 2점 홈런을 포함하여 두 개의 안타를 기록했다.
그의 공격 생산력은 하락했다. 6월 8일 마이애미 말린스를 상대로 4타수 무안타 3삼진을 기록하며 시즌 총 128타석에서 60삼진을 기록한 후, 앤키엘은 메츠에 의해 지명 할당되었다. 그는 6월 13일 자유 계약 선수가 되었다. 애스트로스와 메츠에서 45경기를 뛰며 타율 .188, 7홈런, 18타점, 장타율 .422를 기록했다.

### 은퇴
앤키엘은 2014년 3월 5일 메이저 리그 베이스볼 은퇴를 발표했다.
2015년 1월 8일, 워싱턴 내셔널스는 앤키엘을 "생활 기술 코디네이터"로 고용했다고 발표했다. 이 역할에서 앤키엘은 메이저 리그 및 내셔널스의 팜팀 선수들을 멘토링했다.
2017년 4월, 앤키엘의 회고록 '더 페노메논: 압력, 입스, 그리고 내 인생을 바꾼 투구(The Phenomenon: Pressure, The Yips, and the Pitch that Changed My Life)'가 출간되었다.
2018년 8월, 앤키엘은 프로 야구에서 다시 투구하는 아이디어를 "고민하고 있다"고 밝혔다. 그 달 말, 앤키엘은 2019년 시즌에 투수로서 메이저 리그 베이스볼에 복귀할 계획이라고 발표했다. 10월에는 투구 팔꿈치에 토미 존 서저리의 대안인 "1차 수리" 수술을 받았다. 앤키엘은 2019년 7월 30일 공식적으로 복귀 시도를 중단했다. 그는 2019년에 명예의 전당에 선출될 자격이 있었지만, 유일하게 투표에 참여한 해에 표를 받지 못했다.
은퇴 후, 앤키엘은 밸리 스포츠 미드웨스트의 해설가이자 스튜디오 분석가가 되었으며, 댄 맥러플린과 함께 카디널스 경기를 자주 중계했다.

## 개인사
앤키엘의 아버지는 2000년 3월 마약 밀수로 연방 교도소에서 6년형을 선고받았다. 그의 부모는 같은 해 이혼했다.
앤키엘은 주피터, 플로리다에서 아내 로리와 함께 살고 있다. 그들에게는 두 명의 아들이 있다.

## 대중 문화에서
이선 호크, 조니 시먼스, 폴 지어마티가 출연한 2016년 영화 더 페놈은 앤키엘의 개인적인 삶과 직업적 어려움을 대략적으로 기반으로 하고 있다.

## 같이 보기
- 미첼 보고서에 언급된 메이저 리그 베이스볼 선수 목록
- 투타 겸업 선수